# ウォリングフォード (コネチカット州)
ウォリングフォード（英: Wallingford）は、アメリカ合衆国コネチカット州のニューヘイブン郡にある町。人口は4万4017人（2022年推計）。町の都市化された中心部は、ウォリングフォード・センターという国勢調査指定地域（CDP）である。ウォリングフォードの公式木はマメナシの木である。

## 歴史
ウォリングフォードは1667年10月10日、コネチカット植民地議会が38人の開拓者とフリーマンに「川の東岸に村を造ること」を承認したときに設立された。クィニピアック川に沿った砂質の平原の上にある丘陵の尾根の「長いハイウェイ」が現在のウォリングフォード町メインストリートである。1670年5月12日、ウォリングフォードの町が法人化され、この時の人口は126人だった。2.4ヘクタールの区画が設定され、1675年までに今日のメインストリートに沿って40軒の家が並んでいた。1775年、さらに1789年、ジョージ・ワシントンがウォリングフォード町を通った。
1690年代、ウォリングフォードはニューイングランドで起きた魔女裁判騒動の一か所だった。「ウォリングフォードの魔女」と呼ばれたウィニフレッド・キング・ベナムとその娘のウィニフレッドが、魔法を使ったという容疑で3度裁判に掛けられた。この2人は無罪であると証明されたが、ウォリングフォードを去って、ニューヨーク市のスタテン島に行くことを強制された。
19世紀、ウォリングフォードの産業は小さなピューターとブリタニア・ウェアの製造者がかなり集中して発展することになった。19世紀半ばまでに、ロバート・ウォレスが洋白の調合法を取得し、サミュエル・シンプソンと共にR・ウォレス & カンパニーを設立し、それがウォレス・シルバースミスの前身となった。小さな銀とブリタニアの多くの工場が合併して「インターナショナル・シルバー・カンパニー」を結成し、本社は メリデン市に、幾つかの工場はウォリングフォードに置いたのがこの時代でもあった。1877年、H・L・ジャッド・マニュファクチャリング社が、サウスチェリー通りに広がる金属器工場施設で、町の中心街下部のほとんど100年間にわたる支配を始めた。長い間には真鍮食器、衣類用金物、第二次世界大戦中の武器のメーカーとして変遷し、1989年、ジャッド広場コンドミニアムと呼ばれる著名な工場を住宅に転換したものとなった。
1871年10月、ニューヨーク・ニューヘイブン・アンド・ハートフォード鉄道のウォリングフォード鉄道駅が完成した。マンサード屋根、飾りのあるブラケット、格子編みの外部角にある隅石で著名であり、鉄道拡大の最盛期だったユリシーズ・グラント大統領政権の時代に建設されたこの種建築物として数少なくなった残っている建物となっている。町は州と連邦政府の助けを得て、1990年代初期に屋根と外観の解体修理を行った。この駅は現在、ニューヘイブン・ハートフォード・スプリングフィールド通勤鉄道線の一部として建て替えが計画されており、現在はアムトラックの「バーモンター」や「ノースイースト・リージョナル」号が走っている。
ウォリングフォードは、ウィンストン・チャーチルの高祖父アーロン・ジェローム（1764年-1802年）、発明家で出版者であり1846年にAP通信を設立することになったモーゼス・イェール・ビーチ（1800年-1868年）、歌手のモートン・ダウニー（1901年-1985年）、保守派トークショー司会者モートン・ダウニー・ジュニア（1932年-2001年）、ジョージア州知事でアメリカ独立宣言署名者でもあったライマン・ホール（1724年-1790年）の出生地である。第一次世界大戦でエース・パイロットだったラオール・ラフベリー（1885年-1918年）は子供時代をウォリングフォードで過ごした。

## 地理

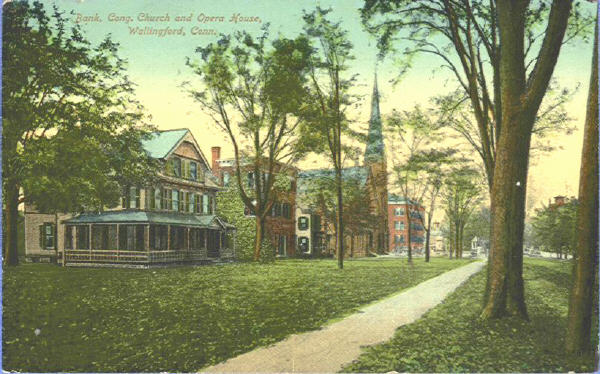
銀行、オペラハウス、会衆派教会、1912年の絵葉書より

アメリカ合衆国国勢調査局に拠れば、町域全面積は39.9平方マイル (103.3 km2)であり、このうち陸地39.0平方マイル (101.1 km2)、水域は0.9平方マイル (2.2 km2)で水域率は2.16%である。
ウォリングフォードの町はニューヘイブン郡北部のクィニピアック川に跨っている。メリデンの南5マイル (8 km)、ニューヘイブンの北約21キロメートルに位置している。ハートフォード・ニューヘイブン・スプリングフィールド回廊に属し、アメリカ国道5号線、州間高速道路91号線、コネチカット州道15号線（ウィルバー・クロス・パークウェイ）、州道68号線、同71号線、同150号線が町内を通っている。

### 主要な地区
- イーストウォリングフォード
- クィニピアック（一部はノースヘイブンに入る）
- トレイシー
- ウォリングフォード・センター
- イェールズビル

## 交通

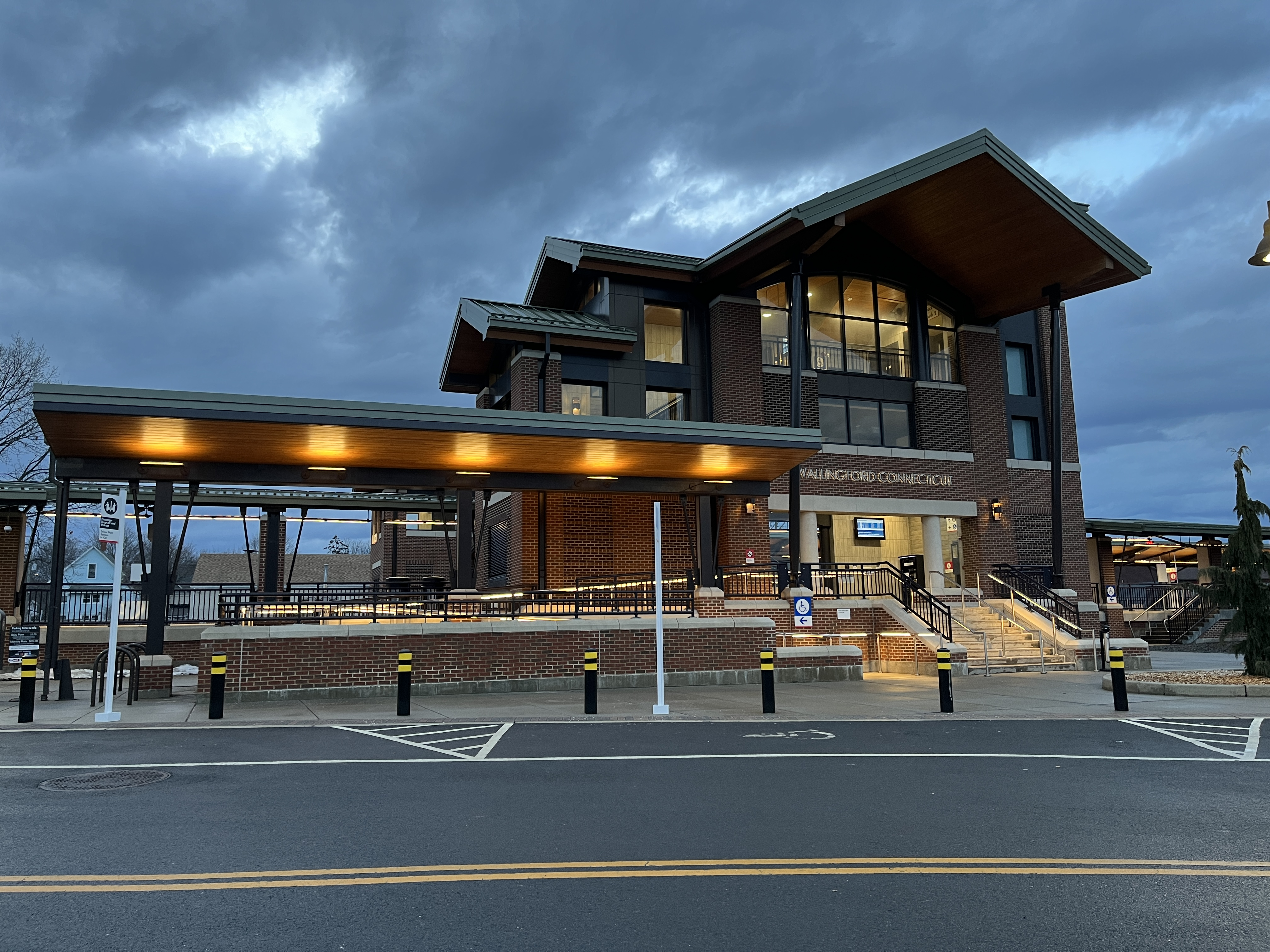
ウォリングフォード駅

### 鉄道
アムトラックのウォリングフォード駅はホール・アヴェニュー37にある。
アムトラックのウォリングフォード駅に停車する列車は下記の通り。
セントオールバンズとワシントンD.C.間の昼行長距離列車ヴァーモンター号が1日1往復停車
マサチューセッツ州スプリングフィールドとワシントンD.C.間の昼行中距離列車ノースイースト・リージョナル…1日1往復発着（スプリングフィールド・ユニオン駅まで運行する便が当駅に停車）
マサチューセッツ州スプリングフィールドとニューヘイブン間の昼行短距離列車ニューヘイブン・スプリングフィールドシャトル…1日4往復発着（ニューヘイブン・ユニオン駅にてノースイースト・リージョナルに連絡する短距離列車）

## 教育
ウォリングフォードにはチョート・ローズマリー・ホール高等学校があり、その卒業生には、ジョン・F・ケネディ、ジョン・ドス・パソス、グレン・クローズ、ジェイミー・リー・カーティス、マイケル・ダグラス、ビル・シモンズ、イヴァンカ・トランプ、アドレー・スティーブンソンがいる。

### 公立高校
- ライマン・ホール高校
- マーク・T・シーハン高校

### 公立中学校
- ダグ・ハマーショルド中学校
- ジェイムズ・H・モーラン中学校

### 公立小学校
- ロックヒル小学校
- ポンドヒル小学校
- モーゼス・Y・ビーチ小学校
- クックヒル小学校
- パーカーファームズ小学校
- イェールズビル小学校
- エバート・C・スティーブンス小学校
- ハイランド小学校

### 教区学校
- ホリートリニティ学校

### 私立学校
- チョート・ローズマリー・ホール学校
- ヘリテージ・バプテスト・アカデミー

## 国際関係
ウォリングフォードは次の町と姉妹都市を結んでいる
- ポルトガル、アヴェイロ

## 経済

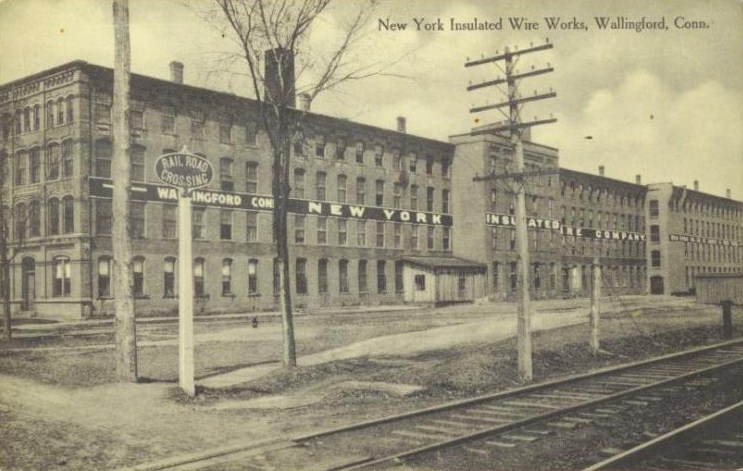
ニューヨーク絶縁線会社（1910年）

ウォリングフォードは、過去10年間でハイテク産業を誘致し、過去の重工業に比べて商業と工業の基盤を多様化してきた。町は独自の発電部門を持っており、電気料金は州の平均に比べてかなり低い。薬品、医療、サービス業、ハイテク特殊品製造など、大変多くの種の製造業や大企業がある。このように工業の集積がありながら、公害発生者も州内で2番目に集中しているという特徴がある。その中にはオールネックスも含まれ、元はアメリカン・サイアナミッド社であり、『沈黙の春』の著者レイチェル・カーソンの信用を落とそうとしたことで名高い。しかし、工業開発の多くは町の中心を外れており、多くは州間高速道路91号線に沿った郊外の新しい工業団地にある。医薬品のブリストル・マイヤーズ スクイブが町で最大の雇用主であり、州間高速道路91号線と州道68号線交差点近くに研究開発施設を設立した。その場所はオフィスビル、ホテル、ハイテク製造施設が高密で集積してもよいように、特殊なインターチェンジ・ゾーンにしてある。しかし、ウォリングフォードの19世紀中心街ショッピング街（南北メインストリート、センター通り、ホール・アベニュー、クィニピアック・アベニュー、およびコロニー道路の隣接部）がその歴史的な性格を残すために苦闘している。2014年ウォリングフォードの民主的女性の草の根運動であるアップ・ウィズ・ダウンタウン・ウォリングフォードが結成され、その再活性化を進めている。

## 大衆文化の中で
ビバリー・ドノフリオの回想録に基づくペニー・マーシャルの2001年の映画『サンキュー、ボーイズ』には、舞台設定にウォリングフォードが入っているが、撮影は行われなかった。ドリュー・バリモアが演じた主人公はその故郷を去ることに熱心な少女として描かれている。ウォリングフォード住人のA・D・カルボが『The Other Side of the Tracks』を書き、映画監督として処女作を制作した。その舞台はほとんどウォリングフォードである。この映画で町長のウィリアム・ディキンソンがバーテンダーとしてカメオ出演している。この映画に登場するウォリングフォードの場所は、トラックサイド・ピザ。ジェクスバー、チョート・ローズマリー・ホール学校、さらに町の東側にある1841年建設の農家である。2009年12月、カルボは第2作『The Melancholy Fantastic』をウォリングフォードで制作した。撮影された場所は、サラスコーナーの店、北メインストリート、チェシャー道路近くの原っぱだった。2012年4月、カルボは4作目の『The Midnight Game』をウォリングフォードで制作した。撮影された場所は、町の図書館と歴史あるサミュエル・シンプソン邸だった。
ケン・マッケルロイの死についての独立系映画『Without Mercy』のシーンはウォリングフォードで撮影されたが、舞台設定はミズーリ州スキッドモア市だった。ウォリングフォードで生まれ育ったラルフ・サーバーが、脚本、制作、監督を担当した映画で、ニューヨーク国際映画祭の最優秀映画大陪審賞を獲得した。その風景として、町のトウモロコシ畑がミズーリ州スキッドモアに似せて使われ、他にサラのちっぽけな店も使われた。
ディスニーの映画『ロード・トリップ パパは誰にも止められない!』は、カレッジの1つとしてチョートのポール・メロン・アーツ・センターを使っている。
テレビ番組『ギルモア・ガールズ』の架空の町スターズ・ホローの郵便番号は06492であり、ウォリングフォードと同じである。

## 人口動態
以下は2000年国勢調査による人口統計データである。
| 基礎データ - 人口: 43,026 人 - 世帯数: 16,697 世帯 - 家族数: 11,587 家族 - 人口密度: 425.7人/km2（1,102.7 人/mi2） - 住居数: 17,306 軒 - 住居密度: 171.2軒/km2（443.5 軒/mi2） 人種別人口構成 - 白人: 94.77% - アフリカン・アメリカン: 1.02% - ネイティブ・アメリカン: 0.17% - アジア人: 1.75% - その他の人種: 1.16% - 混血: 1.14% - ヒスパニック・ラテン系: 4.52% | 年齢別人口構成 - 18歳未満: 24.0% - 18-24歳: 6.0% - 25-44歳: 30.7% - 45-64歳: 24.0% - 65歳以上: 15.2% - 年齢の中央値: 39歳 - 性比（女性100人あたり男性の人口） - 総人口: 93.0 - 18歳以上: 89.7 世帯と家族（対世帯数） - 18歳未満の子供がいる: 32.3% - 結婚・同居している夫婦: 57.3% - 未婚・離婚・死別女性が世帯主: 9.0% - 非家族世帯: 30.6% - 単身世帯: 25.6% - 65歳以上の老人1人暮らし: 10.3% - 平均構成人数 - 世帯: 2.52人 - 家族: 3.07人 | 収入と家計 - 収入の中央値 - 世帯: 57,308米ドル - 家族: 68,327米ドル - 性別 - 男性: 47,017米ドル - 女性: 34,074米ドル - 人口1人あたり収入: 25,947米ドル - 貧困線以下 - 対人口: 3.6% - 対家族数: 2.4% - 18歳未満: 5.0% - 65歳以上: 4.4% |

ウォリングフォードは、コネチカット州の169市町の中で、人口では第23位であり、2001年均等化正味課税グランドリストでは3,723,201,280ドルで第21位、2002年推計一人当たり平均年収は29,788ドルで第97位だった。

## 政治
| 2005年10月25日時点の時点での登録有権者と政党支持の構成 | 2005年10月25日時点の時点での登録有権者と政党支持の構成 | 2005年10月25日時点の時点での登録有権者と政党支持の構成 | 2005年10月25日時点の時点での登録有権者と政党支持の構成 | 2005年10月25日時点の時点での登録有権者と政党支持の構成 | 2005年10月25日時点の時点での登録有権者と政党支持の構成 |
| 政党                                                   | 活性有権者                                             | 非活性有権者                                           | 有権者合計                                             | 構成比                                                 |                                                        |
| ------------------------------------------------------ | ------------------------------------------------------ | ------------------------------------------------------ | ------------------------------------------------------ | ------------------------------------------------------ | ------------------------------------------------------ |
| 民主党                                                 | 6,919                                                  | 278                                                    | 7,197                                                  | 25.85%                                                 |                                                        |
| 共和党                                                 | 4,714                                                  | 257                                                    | 4,971                                                  | 17.85%                                                 |                                                        |
| 無党派                                                 | 14,862                                                 | 770                                                    | 15,632                                                 | 56.15%                                                 |                                                        |
| 少数政党                                               | 39                                                     | 0                                                      | 39                                                     | 0.15%                                                  |                                                        |
| 合計                                                   | 26,534                                                 | 1,305                                                  | 27,839                                                 | 100%                                                   |                                                        |

## スポーツ
1943年から1944年、野球のボストン・ブレーブスがウォリングフォードのチョート冬季練習ビルで春季トレーニングを行った。

## 著名な出身者
- ジューン・アンダーソン、オペラのソプラノ歌手、ライマン・ホール高校で学んだ
- D.J. コトローナ、俳優、『親愛なるきみへ』に出演[11]

## 見どころ

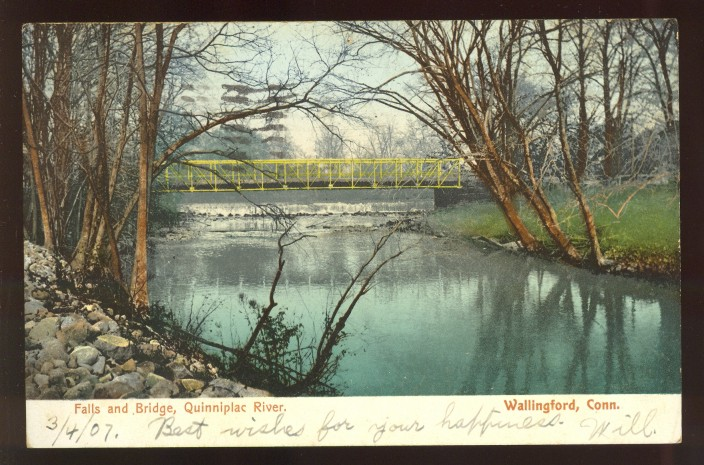
クィニピアック川の橋と滝（1907年）

- センター通り墓地
- チョート・ローズマリー・ホール
- ジョン・バーカー邸
- ネヘミア・ロイス邸
- オークデール劇場/シボレー劇場
- オクタゴン邸宅
- オールド・ガンジーワンプ
- ポール・メロン・アーツセンター
- サミュエル牧師通り邸宅
- サミュエル・パーソンズ邸
- ウォリングフォード公共図書館
- イェールズビル地下道
- トレイル・オブ・テラー
- ウォリングフォード鉄道駅[12]

## アメリカ合衆国国家歴史登録財

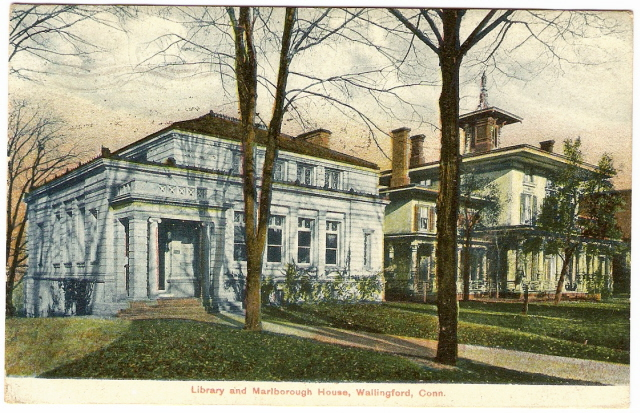
図書館とマールボロ邸宅（1909年頃）

ウォリングフォードの建物と地区合計10か所がアメリカ合衆国国家歴史登録財に指定されている。
- ジョン・バーカー邸、1974年8月3日登録
- ジョセフ・ブレイクスリー邸、1998年4月13日登録
- センター通り墓地、1997年8月1日登録
- フランクリン・ジョンソン邸、1998年11月23日登録
- セオフィラス・ジョーンズ邸、1992年1月30日登録
- ネヘミア・ロイス邸、1998年8月24日登録
- サミュエル・パーソンズ邸、1982年4月12日登録
- サミュエル・シンプソン邸、1986年6月18日登録
- ウォリングフォードセンター歴史地区、1993年12月2日登録
- ウォリングフォード鉄道駅、1993年11月19日